# ويليام مارتن بوشامب
ويليام مارتن بوشامب (بالإنجليزية: William Martin Beauchamp)‏ هو عالم آثار ومؤرخ أمريكي، ولد في 1830، وتوفي في 1925.